# Carlo Di Giusto
stella d'argento al merito sportivo
Carlo Di Giusto (Roma, 8 giugno 1955) è un allenatore di pallacanestro, ex cestista e atleta paralimpico italiano.
Colpito da poliomielite, Di Giusto ha iniziato a praticare sport con la società sportiva Santa Lucia Sport di Roma.
Ha inizialmente praticato sia l'atletica leggera che la pallacanestro in carrozzina.
Nell'atletica leggera ha preferito le specialità dei lanci, vincendo la medaglia di bronzo ai VII Giochi paralimpici estivi del 1984 a Stoke Mandeville (Regno Unito) nel lancio del disco.
Nella pallacanestro in carrozzina vince lo scudetto per la prima volta nel 1981 per il Santa Lucia Sport Roma. Con il Santa Lucia Sport Roma ha conquistato 21 campionati italiani (14 da giocatore e 7 da allenatore), 12 Coppe Italia (4 da giocatore e 8 da allenatore), 3 Coppe dei Campioni (2 da giocatore e 1 da allenatore), 3 Coppe Vergauwen (2 da giocatore e 1 da allenatore), 6 Supercoppe italiana (da allenatore).
Nel 1998 in occasione della prima Coppa dei Campioni vinta da una squadra italiana, è stato premiato come miglior giocatore della finale
Da giugno del 2002 a settembre del 2007 è stato Commissario tecnico della nazionale italiana di pallacanestro in carrozzina, con la quale ha conquistato il titolo europeo nel 2003 e 2005, un sesto posto alle Paralimpiadi di Atene ed un ottavo posto ai Campionati del mondo che si sono svolti nel 2006 ad Amsterdam.
Nel 2004 ha avviato presso la Fondazione Santa Lucia, un progetto per la creazione di una squadra di minibasket in carrozzina che ha conquistato 2 scudetti e 3 supercoppe italiane.
Alle Paralimpiadi di Pechino/2008, Londra/2012,  Rio de Janeiro 2016 e Tokio 2021 ha partecipato come inviato per Rai Sport, in qualità di commentatore tecnico per il Basket in carrozzina.
Nel gennaio del 2014 è stato nominato commissario tecnico della Nazionale Italiana femminile di basket in carrozzina, con la quale ha partecipato ai campionati europei di Worcester nel 2015, ed ha ottenuto la prima vittoria in assoluto della nazionale femminile contro la Turchia, che ha permesso alle azzurre di piazzarsi al sesto posto.
Nel gennaio 2016 viene nominato responsabile tecnico del settore Nazionali della Federazione Italiana Pallacanestro in carrozzina e allenatore della nazionale maschile con la quale conquista la qualificazione ai Campionati Mondiali di Amburgo 2018 e Dubai 2024.
Il 12 dicembre 2017, gli è stata consegnata la “Palma di Bronzo 2016” benemerenza assegnata dal Coni ai Tecnici che per meriti sporti e sociali e con almeno 12 anni di attività, si sono distinti a livello Nazionale ed Internazionale.
Il 19 dicembre 2022 conquista, alla guida tecnica della Polisportiva Amicacci Giulianova, la Supercoppa italiana di pallacanestro in carrozzina, sconfiggendo in finale i campioni d'Italia della Briantea 84 Cantù.
È attualmente Tecnico Formatore in seno alla FIPIC.
Negli oltre 35 anni di carriera ha ricevuto diversi premi e riconoscimenti tra i tanti: “Il tempio di Vesta”, “Il premio Simpatia”, “La notte delle Stelle”, “Il premio Anaib” come miglior giocatore Italiano.

## Palmarès

### Allenatore
- Campionato italiano: 8

Santa Lucia Roma: 2005-2006, 2006-2007, 2008-2009, 2009-2010, 2010-2011, 2011-2012, 2014-2015
Amicacci Abruzzo: 2022-2023
- Coppa Italia: 7

Santa Lucia Roma: 2005, 2006, 2009, 2010, 2012, 2014, 2015
- Supercoppa italiana: 6

Santa Lucia Roma: 2006, 2009, 2011, 2014, 2015
Amicacci Abruzzo: 2022